# Levêque et Bodenréder
Levêque et Bodenréder était un constructeur automobile français.
L’entreprise de Boulogne-Billancourt a commencé à produire des automobiles en 1905.

Il y avait deux marques pour les véhicules. Sur le continent, ils s’appelaient Helbé et en Angleterre, ils s’appelaient Astahl. Après seulement deux ans, la production a été arrêtée en 1907.

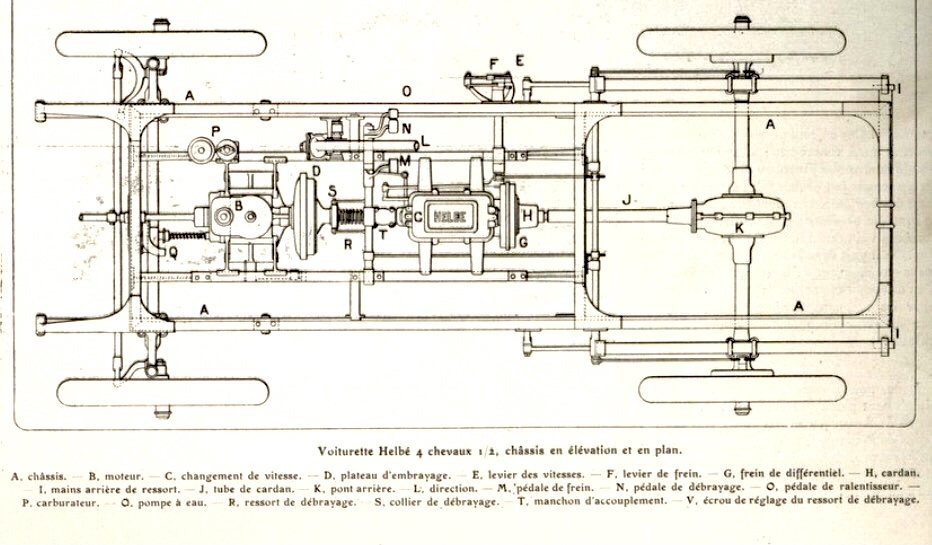
Châssis Helbé (1906).

Le nom Helbé est dérivé des initiales L de Levêque et B de Bodenréder . Quarte types de véhicules de Helbé sont connus : type 4,5 ch, type 6 ch, type 9 ch et type 12 ch. Les moteurs monocylindres proviennent tous de De Dion-Bouton. Plusieurs pièces ont été fournies par la société Delage et Compagnie, fondée en 1905.
L’empattement était de 2 000 mm et la largeur de voie de 1 250 mm.

L’ensemble du véhicule pesait environ 320 kg, dont 250 kg pour le châssis. 
Peu de temps avant la fin de l’entreprise, ils ont essayé d’augmenter les ventes avec un moteur de 12 ch.